# 柔角菊珊瑚
柔角菊珊瑚（学名：Favites flexuosa）为菊珊瑚科角菊珊瑚屬下的一个种。